# Valerie von Martens
Valerie von Martens, nata Valérie Pajér Edle von Mayersperg (Lienz, 4 novembre 1894 – Riehen, 7 aprile 1986), è stata un'attrice austriaca naturalizzata tedesca.
È stata sposata con Curt Goetz, con cui ha codiretto il film L'eredità della zia d'America (1951).

## Filmografia parziale
- Land der Liebe, regia di Reinhold Schünzel (1937)
- Mariti a congresso (Napoleon ist an allem schuld), regia di Curt Goetz (1938)
- Frauenarzt Dr. Prätorius, regia di Curt Goetz e Karl Peter Gillmann (1950)
- L'eredità della zia d'America (Das Haus in Montevideo), regia di Curt Goetz e Valerie von Martens (1951)
- Hokuspokus, regia di Kurt Hoffmann (1953)